# Polesie. Reportaż z krainy tęsknych pieśni
Polesie. Reportaż z krainy tęsknych pieśni – polski średniometrażowy film dokumentalny z 1936 w realizacji Maksymiliana Emmera i Jerzego Maliniaka. Część cyklu reportażowego Polesie, na który składały się również filmy: Burza, Na wodnych szlakach i Horodno. Miasteczko glinianych garnków. Film przedstawia życie codzienne ludności i przyrodę Polesia. Został nagrodzony Srebrnym Medalem na IV Międzynarodowym Festiwalu Filmowym w Wenecji.

## Tematyka i odbiór
W lutym 1936 Wytwórnia Filmowa „Awangarda” wyświetliła w warszawskim kinie „Europa” cztery produkcje Maksymiliana Emmera i Jerzego Maliniaka, zrealizowane na Polesiu. Polesie. Reportaż z krainy tęsknych pieśni przedstawiało pozyskiwanie produktów leśnych i rolnych przez lokalnych mieszkańców i ich transport rzeką na łodziach, świąteczny czas i spędzanie wolnego czasu. W swojej produkcji Emmer i Maliniak uchwycili codzienny rytm życia poleskiej społeczności powiązany z rytmem przyrody i ich swoistą współzależność. Ich reportaż nie miał charakteru socjologicznego, lecz zagłębiał się w tajemniczy odległy świat. Życie mieszkańców jest tam trudne i znojne, a jednocześnie harmonijne i podporządkowane naturze. Obraz nie uwzględniał jednak powszechnej biedy, analfabetyzmu i bezrobocia. Film został doceniony przez polskich krytyków, takich jak Stefania Zahorska, czy Mieczysław Sztycer. Sztycer napisał w „Filmie”, że:

Jest jakaś okrutna beznadziejność w tym leniwym, powolnym bytowaniu ludzi, w ich walce z naturą, która ich żywi, w ich dniu powszedniej pracy i świątecznej radości. Tym więc trudniej było uchwycić z tematu o nieruchomym, statycznym charakterze – materiał wartościowy kinowo, ruchowy i dynamiczny. Udało się to w zupełności reżyserom Polesia, którzy uniknęli dłużyzn, jałowej refleksji, tak dokuczliwej w filmach sowieckich na tematy ludowe. Aparat filmowy jest tu w ciągłym ruchu, bierze udział w akcji poszczególnych scen, towarzyszy ruchom wioseł w łodzi rybackiej, wraz z siecią opuszcza się pod wodę, drga w rytm tańca wiejskich dziewczyn. Ta metoda filmowania daje doskonały efekt bezpośredniości, zbliża do nas akcję, stawia widza niejako w centrum. Osobnego omówienia wymagałaby muzyka tego filmu, związana z oryginalnych pieśni ludowych, pełna tajemniczych reminiscencji, o motywach obcych, wyraźnie wschodnich, daleka duchowi muzyki słowiańskiej. Na wyróżnienie zasługuje również żywy i ciekawy montaż i piękne zdjęcia, nieraz o walorach prawdziwie malarskich

Krótko skomentował film również dziennikarz „Wiadomości Filmowych”:

Film średniometrażowy o Polesiu stanowi kopalnię pięknych zdjęć i ślicznych momentów folklorystycznych. Podejście do tematu umiejętne, wykonane kulturalnie i inteligentnie. Jedyny zarzut to zbytnie wykorzystanie chórów poleskich, które na dłuższą metę zaczynają nużyć.

W sierpniu 1936 Polesie. Reportaż z krainy tęsknych pieśni został wyświetlony na IV Międzynarodowym Festiwalu Filmowym w Wenecji, gdzie produkcję uhonorowano Srebrnym Medalem w dziedzinie krótkometrażowych filmów naukowych. Według Małgorzaty Hendrykowskiej był to pierwszy tak poważny sukces całej polskiej kinematografii za granicą. We wrześniu 1937 dokument przedstawiono na pokazie polskich filmów w Berlinie, w 1500-miejscowej sali berlińskiego seminarium filmowego (Lessing-Hochschule).
Kopia filmu znajduje się w zbiorach Filmoteki Narodowej, była wyświetlana w 2012 roku w Domu Spotkań z Historią. 